# Höstlångvecklare
Höstlångvecklare (Exapate congelatella) är en fjärilsart som beskrevs av Carl Alexander Clerck 1759. Höstlångvecklare ingår i släktet Exapate och familjen vecklare. Arten är reproducerande i Sverige. Inga underarter finns listade i Catalogue of Life.